# Anne-Marie Dubois
Anne-Marie Dubois ist eine französische Psychiaterin und Psychoanalytikerin. Sie ist wissenschaftliche Leiterin des Musée d’Art et d’Histoire de l’Hôpital Sainte-Anne (MAHHSA) und organisiert in dieser Funktion seit 1994 Ausstellungen im MAHHSA. Als Generalsekretärin des Centre d’Étude de l’Expression ist sie für die Ausbildung von Kunsttherapeuten verantwortlich.

## Biographie
Anne-Marie Dubois war Assistenzärztin im Hôpital Sainte-Anne und promovierte 1978 in Medizin an der medizinischen Fakultät Cochin Port Royal der Université Paris-Descartes. Sie erhielt 1980 den Facharzttitel für Psychiatrie und Kinderpsychiatrie. Zwischen 1981 und 2010 war Anne-Marie Dubois ärztliche Leiterin eines medizinisch-psychologischen Zentrums für Kinder- und Jugendpsychiatrie in Paris. Als Psychoanalytikerin vervollständigte sie ihre Ausbildung bei der Association psychanalytique de France.
Unter anderem arbeitete sie von 1994 bis 2018 an der Klinik für Geistes- und Hirnkrankheiten (Clinique des maladies mentales et de l’encéphale) im Centre Hospitalier Sainte-Anne als Leiterin einer Funktionseinheit für künstlerisch vermittelte Psychotherapie.
Seit 1993 ist Anne-Marie Dubois Generalsekretärin des Centre d’Étude de l’Expression, einer gemeinnützigen Organisation, welche die Ausbildung von Kunsttherapeuten in Frankreich übernimmt, die Dokumentation und Forschung im Bereich der künstlerisch vermittelten Therapien (Kunsttherapien) und die Verwaltung einer historischen Sammlung bildender Kunst, die seither Collection Sainte-Anne genannt wird.
Seit 1993 beteiligt sie sich aktiv an der Aufwertung der Sammlung Sainte-Anne durch Sanierung, Restaurierung, historische Forschung und die Organisation von Sonderausstellungen.
Inzwischen leitet sie das „Museum für Kunst und Geschichte des Sainte-Anne-Krankenhauses“ als wissenschaftliche Direktorin und kuratiert die Ausstellungen des Hauses.

## Auszeichnungen
Im Jahr 2023 wurde Anne-Marie Dubois zum Chevalier de l’Ordre des Arts et des Lettres ernannt, in Anerkennung ihres Engagements im MAHHSA, ihrer Arbeit und den Veröffentlichungen über die Werke der Sammlung Sainte-Anne und deren Einordnung in die Kunst- und Psychiatriegeschichte.

## Veröffentlichungen
- mit  Corinne Montchanin: Art-thérapie et Enfance, Contextes, principes et dispositifs. Elsevier, Paris Masson, 2015
- Art-thérapie : Principes, méthodes et outils pratiques. Elsevier Masson, Paris 2013
- mit Thomas Röske: Follement drôle = Wahnsinnig komisch.  Musée d’Art et d’Histoire de l’Hôpital Sainte-Anne, Sammlung Prinzhorn, Heidelberg 2020, ISBN 978-2-38203-005-9